# ルナシー (映画)
『ルナシー』（チェコ語: Šílení）は、チェコの映画監督ヤン・シュヴァンクマイエルによる2005年の映画。本作はエドガー・アラン・ポーの二つの短編小説 『タール博士とフェザー教授の療法』と『早すぎた埋葬』にゆるやかに基づいて制作されている。また、所々でマルキ・ド・サドの著作からの引用もある。撮影は2004年10月から2005年4月までの間に、プラハにほど近いペルツ村とシュヴァンクマイエルのスタジオがあるクノヴィース村で行われた。

## あらすじ
ジャン・ベルロは、精神病院にいた母がそこで亡くなったときから見るようになった、暴力的な幻覚に悩まされている。ジャンは母の埋葬を手配しているときに、同じく入院患者の男と出会う。彼はマルキ・ド・サドを名乗り、2005年のチェコにいながら、心は18世紀のフランスに生きていた。ジャンは侯爵に協力することにするが、友人同士とは言いがたい関係である。侯爵の道楽に振り回されるジャンであったが、侯爵の友人、ドクトル・ムルロップが運営する病院で、ドクトルが「瀉下療法」と呼ぶセラピーに協力することになる。このセラビーは、患者の気が狂う前に、患者の内にある欲望を満たすというものだという。ジャンは、ドクトルが「自分の娘」と紹介した美しい看護婦のシャルロット（演:アンナ・ガイスレロヴァー）に惚れてしまうが、彼女は「自分は意に反して病院に囚われている」と言う。ジャンが彼女や入院患者たちを助けようと決意したとき、彼は想像もできなかった思いがけない真実を知る。

## 興行収入
ウェブサイトBox Office Mojo によると、本作はアメリカ合衆国で $48,324 の売上を記録し、それ以外の地域では $85,658 を稼いだ。世界全体では $133,982 の売上となった。